# Elytroderma
Elytroderma — рід грибів родини Rhytismataceae. Назва вперше опублікована 1932 року.

## Класифікація
До роду Elytroderma відносять 4 види:
- Elytroderma baikalense
- Elytroderma deformans
- Elytroderma hispanicum
- Elytroderma torres-juanii